# کمربن (آمل)
کمربن ، روستایی از توابع بخش مرکزی شهرستان آمل در استان مازندران ایران است.

## جمعیت
این روستا در دهستان چلاو وبا روستای هلی چال همسایه می‌باشد ویکطرف به منطقه ای بنام بنوم که مرتع دامداران هلی چال می‌باشد ارتباط دارد ارلحاظ جاذبه دیدنی بکر وعالی می‌باشد ولی ازنظر امکاناتی مثل اب آشامیدنی فاقد لوله‌کشی بوده وفقط دارای چشمه بوده واب انرا به صورت حوض مانند که دارای درپوش می‌باشد ذخیره می‌کنند از لحاظ اب وهوایی منطقه کمربن وهلی چال بسیار عالی وفوق العاده می‌باشد و براساس سرشماری مرکز آمار ایران در سال ۱۳۸۵، جمعیت آن ۲۴ نفر (۵خانوار) بوده‌است.